# Пароварка

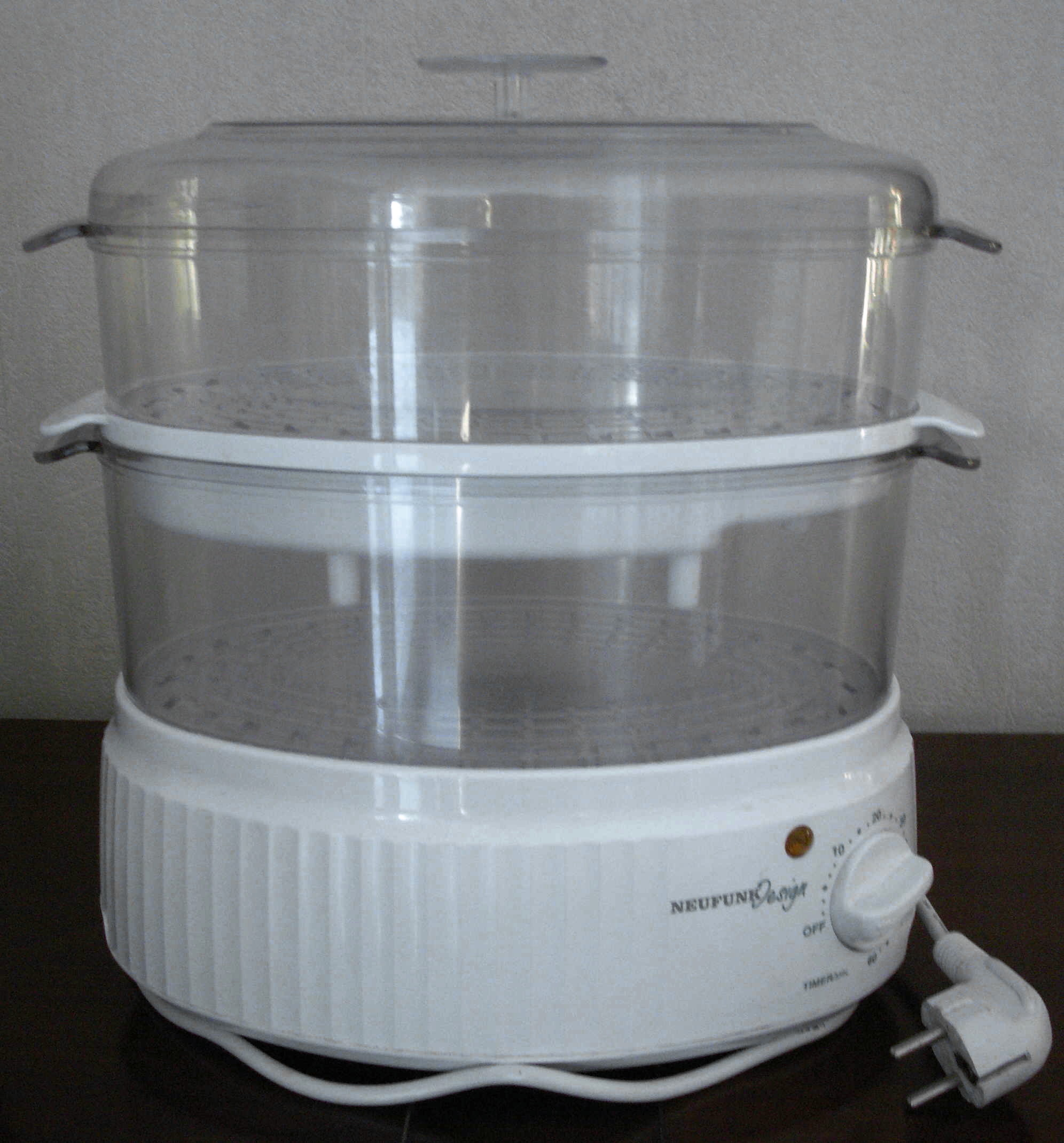
Електрична пароварка.

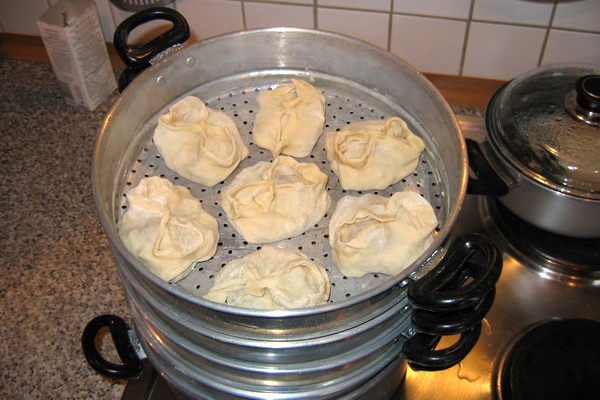
Готові манти ручної ліпки в спеціалізованій пароварці.

Парова́рка — пристрій для приготування їжі на парі. Розрізняють два основних види пароварок: каструлі з перфорованою вкладкою або ґратами для приготування на газовій або електричній плиті та електричні побутові прилади. Електричні пароварки, у свою чергу, поділяються на окремі пристрої (соло) і вбудовувані. Не слід плутати пароварку зі скороваркою.

## Історія
У різних культурах світу існували рецепти, що вимагають обробки продуктів парою, і, відповідно, різноманітні пристосування для цих цілей. Прийнято вважати, що винайшли цей спосіб обробки їжі китайці, але існує також думка, що китайці перейняли його у арабів, які в свою чергу запозичили цей звичай у берберів — корінного населення Північної Африки. Найдавнішою стравою, що готують на парі, традиційно вважається кус-кус. Найбільша кількість рецептів для приготування на парі налічує південно-східна кулінарна традиція, що пояснюється популярністю в Азії рису як основного продукту харчування (рис і рисове борошно містять мало клейковини і просто не передбачають іншого способу приготування). Традиційна азійська пароварка являє собою плетений з бамбукової соломки кошик з кришкою.
Кошики встановлюються одна на іншу на ємність з киплячою водою. Для того, щоб контролювати рівень води, на дно ємності кладуть монетки, подзвякування яких сигналізує про достатню кількість води. У таких пароварках китайці, японці і корейці досі готують вироби з рисового тіста, рибу і пельмені — як вдома, так і в ресторанах.

## Переваги приготування на парі
Парові страви — основа будь-якого дієтичного меню. Вживання їжі, приготованої на парі без додавання жирів, рекомендовано при захворюваннях органів травлення, парова дієта зменшує ризик розвитку серцево-судинних захворювань і є чудовим способом схуднути. Їжа, приготована на парі — рекомендоване харчування для дітей, вагітних жінок і літніх людей. Один з основних аргументів на користь пароварок — збереження в продуктах при приготуванні максимуму поживних речовин. Пароварка вважається оптимальною для приготування риби, виробів з рубленого м'яса, овочів, суфле і пудингів. Але цей ідеальний у багатьох відношеннях спосіб приготування їжі годиться далеко не для всіх категорій продуктів. Для приготування в пароварці не підходять продукти, які вимагають тривалої теплової обробки (наприклад, великі шматки м'яса), а також продукти, які необхідно варити в інтенсивно киплячій воді (наприклад, макарони).
Приготування на парі виключає такі неприємності, як пересихання або підгоряння продуктів, тому пароварка — незамінний пристрій для розігріву і розморожування страв. З цієї ж причини миття пароварки не викликає ускладнень.